# Ободовский, Антон
Антон Ободовский — украинский спортсмен-тяжелоатлет, абсолютный чемпион Европы и Мира по пауэрлифтингу.

## Биография
Родился 20 июля 1984 года. Семья Антона проживала в Харцызске Донецкой области, в которой из пятерых детей четверо занимались тяжелой атлетикой. Женился также на спортсменке-тяжелоатлетке по имени Светлана с которой познакомился на Чемпионате Европы в Болгарии, где Антон стал серебряным призёром.

## Достижения
- мастер спорта по тяжелой атлетике[3]
- мастер спорта международного класса по пауэрлифтингу[3]
- абсолютный чемпион Европы 2010[3]
- абсолютный чемпион Украины 2010, 2011[3]
- чемпион Украины по тяжелой атлетике 2007 года[3]
- серебряный призёр чемпионата Европы по тяжелой атлетике 2004[3]
- Чемпионат Европы 2004 года по тяжелой Атлетике среди юниоров — 2 место
- Чемпионат Европы 2010 год по пауэрлифтингу (EPA) вес. кат. до 100кг — 1 место, абсолютная категория — 1 место*[1]
- Чемпионат Европы 2011 год по пауэрлифтингу (WPC) абсолютная категория — 1 место[1][4], в безэкипировочном дивизионе[5].
- Чемпионат Мира 2012 года по пауэрлифтингу (IPA) вес. кат. до 100 кг, абсолютная категория — 1 место[1].